# Пођо Ратијери (Терамо)
Пођо Ратијери (итал. Poggio Rattieri) је насеље у Италији у округу Терамо, региону Абруцо.
Према процени из 2011. у насељу је живело 11 становника. Насеље се налази на надморској висини од 824 м.